# Cyanopepla subgloriosa
Cyanopepla subgloriosa là một loài bướm đêm thuộc phân họ Arctiinae, họ Erebidae.